# Dan Lin
Dan Lin (nacido el 8 de abril de 1973) es un productor de cine y televisión taiwanés-estadounidense. Es el fundador y director ejecutivo de Rideback (anteriormente Lin Pictures hasta 2018), una productora de cine y televisión que formó en 2008 y que tiene un acuerdo de primera vista con Universal Pictures. Lin produjo Warner Bros. Sherlock Holmes, Sherlock Holmes: Juego de sombras, The Lego Movie, The Lego Batman Movie, The Lego Ninjago Movie, The Lego Movie 2: The Second Part y la película de terror It, que ostenta el récord de película de terror más taquillera.. Lin también produjo Aladdin de Disney, una adaptación en acción real de la película animada de 1992.

## Primeros años de vida
Dan Lin nació en Taipéi, Taiwán, hijo de un ejecutivo de la industria alimentaria internacional. Se mudó a los Estados Unidos a la edad de cinco años.
En 1994, Lin recibió su título universitario de la Escuela Wharton de la Universidad de Pensilvania y, en 1999, obtuvo un MBA de la Escuela de Negocios de Harvard.

## Carrera
Entre su primer y segundo año en la Escuela de Negocios de Harvard, Lin realizó un programa de pasantías de verano con Lorenzo di Bonaventura, quien entonces era ejecutivo de Warner Bros. Pictures. En 1999, un día después de la graduación de Lin, el ejecutivo del estudio le ofreció un puesto junior en Warner. Lin ascendió hasta llegar a vicepresidente sénior de producción y lo dejó en 2007 para formar su propia empresa. Durante sus ocho años en Warner, Lin supervisó el desarrollo y la producción de la película ganadora del Premio de la Academia The Departed, dirigida por Martin Scorsese. Otras películas que Lin supervisó incluyen 10.000 a. C., dirigida por Roland Emmerich; El Aviador, dirigida por Martin Scorsese; Alejandro, dirigida por Oliver Stone; TMNT; La invasión; Menores no acompañados; Los impostores; Scooby-Doo 2: Monstruos desatados; y Torque.
En enero de 2008 formó Lin Pictures, con sede en Warner Bros. Describió la transición de ejecutivo de desarrollo a productor como natural: "Es una relación simbiótica entre el estudio y los productores, todos trabajamos juntos hacia el mismo objetivo: hacer la mejor película posible."
Actualmente, Lin forma parte de la junta directiva de la Coalición de Asia Pacífico en el Entretenimiento y es mentor tanto del Producers Guild of America como del Center for Asian American Media. En septiembre de 2008, Lin fue honrado como uno de los "10 productores a seguir" de Variety. En abril de 2015, Lin fue incluido en la lista de The Hollywood Reporter de 'Los 30 productores de cine más poderosos de Hollywood'
En agosto de 2022, The Hollywood Reporter informó que está en conversaciones para hacerse cargo de DC Films and Television Superhero Arm. En septiembre de 2022, puso fin a las negociaciones y se separó de Warner Bros. Discovery.

## Filmografía

### Películas
Productor
- La invención de la mentira (2009)
- La caja (2009)
- Sherlock Holmes (2009)
- Sherlock Holmes: Un juego de sombras (2011)
- Escuadrón de gánsteres (2013)
- La película Lego (2014)
- La película Lego Batman (2017)
- Nota de muerte (2017)
- Eso (2017)
- La película Lego Ninjago (2017)
- La película Lego 2: La segunda parte (2019)
- Aladino (2019)
- It Capítulo Dos (2019)
- Los dos papas (2019)
- Domingo de Resurrección (2022)
- Mansión encantada (2023)
- Lilo y Stitch (2024)
- Aladino 2 (por confirmar)
- Inspector Gadget[10] (por confirmar)
- Jonny Quest (por confirmar)
- Los Supersónicos (por confirmar)
- Arma letal 5 (por confirmar)
- Sherlock Holmes 3 (por confirmar)
- Asustado (por confirmar)
- El guardaespaldas (por confirmar)
- La Pantera Rosa (por confirmar)
- Los colonos de Catán (TBA)
- Película de Lego sin título (por confirmar)

Productor ejecutivo
- Cortometrajes (2009)
- Terminator Salvación (2009)
- Godzilla: Rey de los monstruos (2019)
- Godzilla contra Kong (2021)
- Querido David (2023)
- Godzilla x Kong: El nuevo imperio (2024)

Ejecutivo de desarrollo
- Torque (2004)
- Los difuntos (2006) (sin acreditar)
- Menores no acompañados (2006)

### Televisión
Productor ejecutivo
| Año     | Título                             | Notas                  |
| ------- | ---------------------------------- | ---------------------- |
| 2011    | poe                                | piloto de televisión   |
| 2012    | La vida secreta de las esposas     | piloto de televisión   |
| 2013    | A mi futuro asistente              | piloto de televisión   |
| 2014-15 | Para siempre                       |                        |
| 2016    | Frecuencia                         |                        |
| 2018    | Asesinato                          | película de televisión |
| 2016-19 | Arma letal                         |                        |
| 2017-20 | Unikitty!                          |                        |
| 2021    | Caminante                          |                        |
| 2024    | Avatar, el último maestro del aire |                        |
| —       | La tempestad                       |                        |